# Komisariat Straży Celnej „Drzewce”

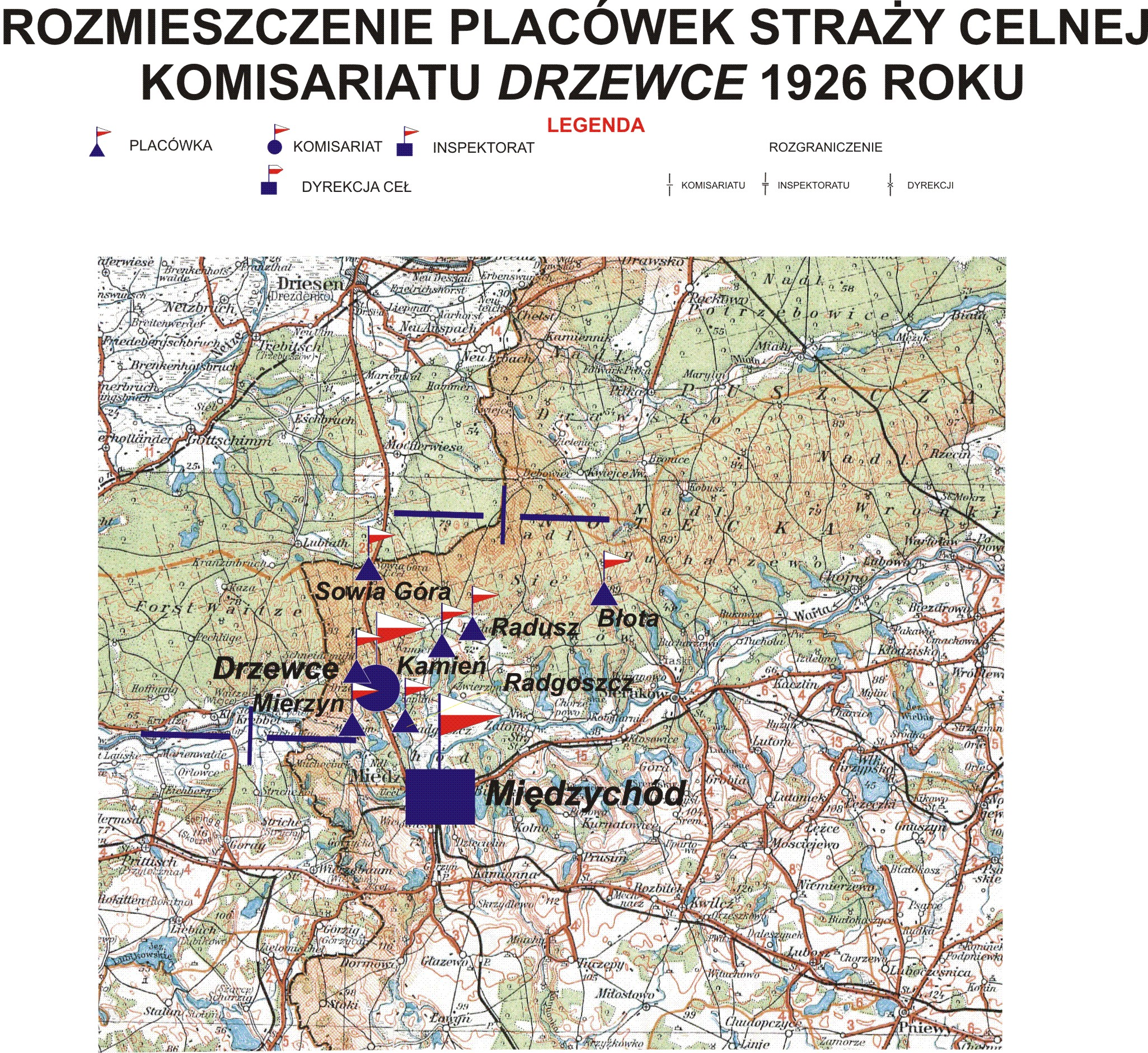
Rozmieszczenie placówek Straży Celnej Komisariatu Drzewce

Komisariat Straży Celnej „Drzewce” – jednostka organizacyjna Straży Celnej pełniąca służbę ochronną na granicy polsko-niemieckiej w latach 1921–1928.

## Formowanie i zmiany organizacyjne
Na wniosek Ministerstwa Skarbu, uchwałą z 10 marca 1920 roku, powołano do życia Straż Celną. Od połowy 1921 roku jednostki Straży Celnej rozpoczęły przejmowanie odcinków granicy od pododdziałów Batalionów Celnych. Proces tworzenia Straży Celnej trwał do końca 1922 roku. Komisariat Straży Celnej „Drzewce”, wraz ze swoimi placówkami granicznymi, wszedł w podporządkowanie Inspektoratu Straży Celnej „Międzychód”.
W drugiej połowie 1927 roku przystąpiono do gruntownej reorganizacji Straży Celnej. W praktyce skutkowało to rozwiązaniem tej formacji granicznej. Rozporządzeniem Prezydenta Rzeczypospolitej Polskiej Ignacego Mościckiego z 22 marca 1928 roku w jej miejsce powoływano z dniem 2 kwietnia 1928 roku Straż Graniczną.
Rozkazem nr 3 z 25 kwietnia 1928 roku w sprawie organizacji Wielkopolskiego Inspektoratu Okręgowego dowódca Straży Granicznej gen. bryg. Stefan Pasławski powołał komisariat Straży Granicznej „Piłka” z podkomisariatem Kamień, który przejął ochronę granicy od rozwiązywanego komisariatu Straży Celnej. 

## Służba graniczna
Sąsiednie komisariaty
- komisariat Straży Celnej „Wieleń”  ⇔ komisariat Straży Celnej „Piłka” − 1926

## Funkcjonariusze komisariatu
Obsada personalna w 1926:
- kierownik komisariatu – komisarz Józef Rzepczyk
- pomocnik kierownika komisariatu – starszy przodownik Stanisław Trzeciak (453)

## Struktura organizacyjna
Organizacja komisariatu w 1926 roku:
- komenda – Drzewce
- placówka Straży Celnej „Mierzyn”
- placówka Straży Celnej „Radgoszcz”
- placówka Straży Celnej „Drzewce”
- placówka Straży Celnej „Sowia Góra”
- placówka Straży Celnej „Kamień”
- placówka Straży Celnej „Radusz”
- placówka Straży Celnej „Błoto” w Raduszu